# Mess (militaire)
Pour les articles homonymes, voir Mess.

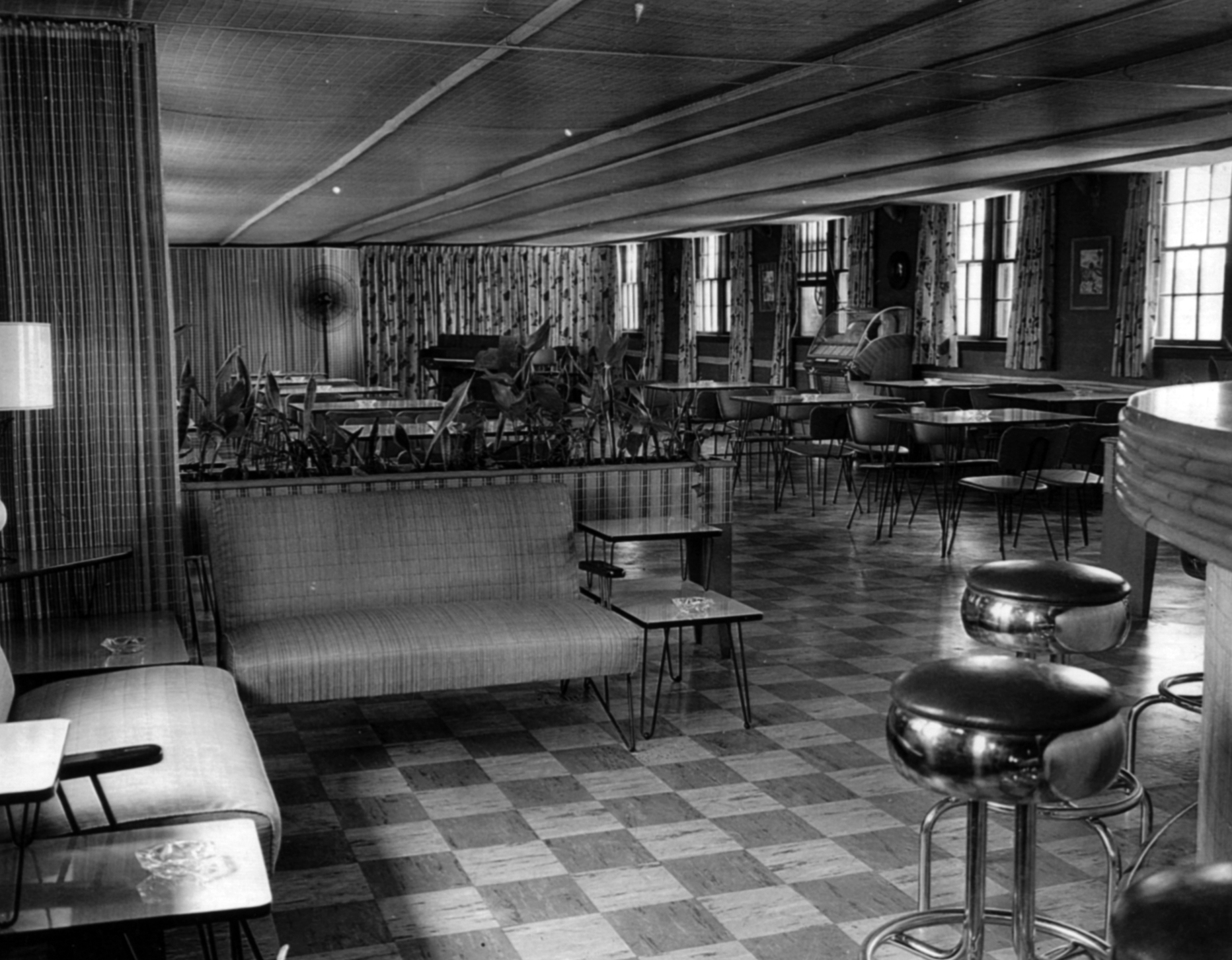
Le mess des sous-officiers à Fort Bragg (Caroline du Nord) en 1954.

Un mess est une cantine, un  restaurant militaire pour officiers, sous-officiers ou pour ces deux catégories (mess mixte). Par métonymie, le mess est l'ensemble des officiers qui y prennent leurs repas, le service chargé du fonctionnement de ce restaurant, et le personnel et matériel qui y sont affectés.
Le mot mess a été emprunté à l'anglais au XVe siècle ; le terme anglais lui-même vient de l'ancien français mes (que l'on écrit mets en français moderne), issu du latin mittere. Le mess désignait au XIIIe siècle un plat cuisiné ou liquide (comme la bouillie ou la soupe), puis au XVe siècle un groupe de personnes mangeant ensemble.